# زيد كريم
زيد كريم (مواليد 19 يونيو 2001)، هو لاعب تايكوندو أردني فاز بالميدالية الفضية في منافسة دورة الألعاب الأولمبية الصيفية 2024.